# Annie Goldmann
Pour les articles homonymes, voir Goldmann.
Annie Goldmann, née Taïeb Annie Sultane le 31 mai 1931 à Tunis et morte le 21 juin 2020 à Paris 15e, est une sociologue française. 

## Biographie
Annie Taïeb est née à Tunis dans une famille juive progressiste. Fille de Maurice Taieb, pharmacien, et de Hylda Smaja, elle est l'ainée des deux enfants (son frère Guy, nait le 21 novembre 1934). Elle passe la première partie de son enfance à Mateur où se situe la pharmacie de son père. En 1943, la famille quitte Mateur pour Tunis afin de fuir les combats entre alliés et forces de l’axe. 
Annie Taïeb intègre le lycée en 6e à Tunis. Après avoir obtenu un baccalauréat littéraire, elle étudie le droit entre Paris et Tunis où elle commence une brève carrière d’avocat. Elle décide au milieu des années 1950 d’abandonner le droit et s’installe à Paris pour étudier la psychologie; 
Elle y rencontre le philosophe Lucien Goldmann (qu'elle épouse en 1956) et s’intéresse alors à la sociologie
Annie Goldmann s'impose en tant que spécialiste de la sociologie du cinéma. Sa carrière professionnelle se déroule entièrement à l'École des hautes études en sciences sociales où elle est la collaboratrice de Marc Ferro dans le cadre des activités du Centre histoire et cinéma,.
Elle soutient en 1987 une thèse de doctorat en cinéma, Le Parcours de l'identité : histoire et représentations, sous la direction de Marc Ferro, lequel dit d'Annie Goldmann : « Dès le début des années 1960, elle est l’une des toutes premières à voir que le cinéma incarne la société nouvelle. Non pas parce qu’il est une source et un agent de l’histoire mais parce que ses images appellent à une recherche sociologique propre sur leur portée ».
Après le mouvement de 1968, elle s’intéresse au féminisme et élargit son domaine d’études aux femmes dans la littérature, puis, dans les années 1980 à l’histoire et la culture juive. Elle s’intéresse alors au dialogue israélo-palestinien et assure pendant plusieurs dizaines d’années une émission littéraire à la radio Judaïques FM. 
Un hommage lui est rendu à la bibliothèque nationale de Tunis à la suite du transfert, après son décès, de sa bibliothèque sur la Tunisie et à l'occasion de l'intégration de son livre Les filles de Mardochée dans le patrimoine national littéraire de la Tunisie.
Annie Goldmann est l'épouse de Lucien Goldmann et la compagne de Naïm Kattan.

## Publications
- Cinéma et société moderne. Le cinéma de 1958 à 1968, Godard, Antonioni, Resnais, Robbe-Grillet, éditions Anthropos, 1971 ; Denoël / Gonthier, 1974
- Les filles de Mardochée. Histoire familiale d'une émancipation, Denoël / Gonthier, 1979
- Rêves d'amour perdus. Les femmes dans le roman du 19e siècle, Denoël, 1984
- Film et histoire, avec Marc Ferro, Kristian Feigelson et Pierre Sorlin, Éditions de l'École des Hautes Études en Sciences Sociales, 1984
- L'Errance dans le cinéma contemporain, Veyrier, 1985
- Cinéma et judéité, avec Guy Hennebelle et Régine Robin, Éditions du Cerf, 1986
- Le Judaïsme au féminin, avec Janine Gdalia, Balland, 1988
- Les Années folles, Casterman, 1994
- Les Combats des femmes, Casterman, 1996
- Femmes juives dans l'histoire. Les chemins de l'identité, éditions du Marais, 2016